# Циклобутадиен
Циклобутадиен — органическое соединение, четырёхчленный цикл с альтернированными (чередующимися) двойными связями. Его брутто-формула — C4H4. В свободном состоянии циклобутадиен крайне неустойчив и даже при низких температурах очень быстро димеризуется. Молекула циклобутадиена представляет собой вытянутый прямоугольник. Хотя данное соединение способно образовывать замкнутую π-систему, по правилу Хюккеля оно является антиароматическим, поскольку содержит 4n π-электронов (в данном случае n = 1). Это значит, что при образовании сопряжённой π-системы общая энергия молекулы повысится. И действительно, если нарисовать круг Фроста для циклобутадиена, то легко можно увидеть, что сопряжённая система будет представлять собой бирадикал. Для того, чтобы данная система стала ароматической, надо либо ввести в неё два электрона, либо отнять их, с образованием дианиона или дикатиона, соответственно. Получающиеся соединения гораздо стабильнее циклобутадиена и могут быть выделены.

## Получение
После многочисленных неудачных попыток, циклобутадиен был впервые синтезирован в 1965 году Роулэндом Петтитом, студентом Университета Техаса действием на циклобутадиенжелезотрикарбонил C4H4Fe(CO)3 окислителем типа нитрата церия(IV)-аммония (NH4)2Ce(NO3)6, но не смог выделить его в свободном виде, так как он димеризуется.
На настоящее время показано, что циклобутадиен может быть синтезирован в аргоновой матрице, где данное соединение было детально изучено методами ИК- и ЭПР-спектроскопии и показано его строение и то, что он является бирадикалом. Однако уже при незначительном повышении температуры (до −150 °C) циклобутадиен медленно димеризуется. Существенно более стабильными являются замещённые циклобутадиены. В частности, тетра-трет-бутилциклобутадиен и тетра-триметилсилилциклобутадиены стабильны при комнатной температуре за счёт объёмных заместителей, препятствующих димеризации.